# Smithton Airport
Smithton Airport är en flygplats i Australien. Den ligger i kommunen Circular Head och delstaten Tasmanien, i den sydöstra delen av landet, omkring 290 kilometer nordväst om delstatshuvudstaden Hobart. Smithton Airport ligger 7 meter över havet.
Trakten runt Smithton Airport är nära nog obefolkad, med mindre än två invånare per kvadratkilometer.. Närmaste större samhälle är Smithton, nära Smithton Airport. 
I omgivningarna runt Smithton Airport växer i huvudsak städsegrön lövskog. Genomsnittlig årsnederbörd är 1 496 millimeter. Den regnigaste månaden är augusti, med i genomsnitt 233 mm nederbörd, och den torraste är februari, med 44 mm nederbörd.